# Дагомыс (река)
Дагомы́с (Кубанская) — горная река, расположенная в районе Большого Сочи и впадающая в Чёрное море.

## Характеристики

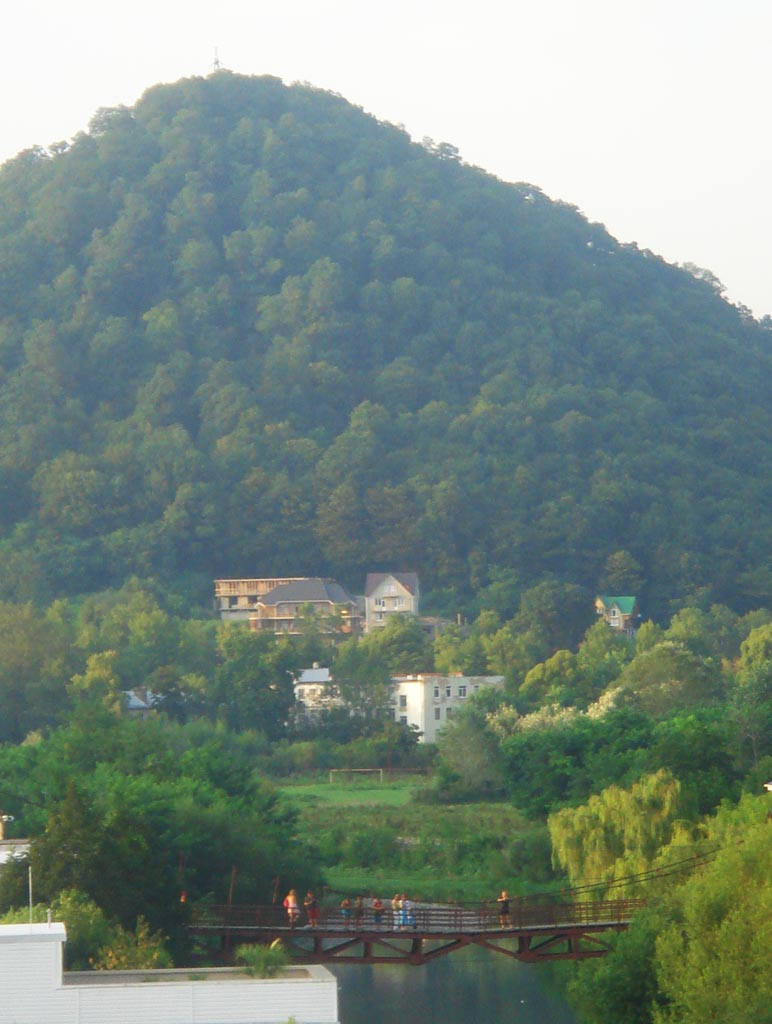
Пешеходный мост через реку на фоне горы Успенского

Начинается в центре посёлка Дагомыс, при слиянии двух рек: Западный Дагомыс и Восточный Дагомыс, в 800 метрах от черноморского побережья.
Через реку построен пешеходный мост, насчитывающий более, чем 100-летнюю историю. А также железнодорожный мост, недалеко от впадения реки в море. Через реки Западный Дагомыс и Восточный Дагомыс построены два автомобильных моста, которые соединяют участки трассы М 27 Джубга — Туапсе — Сочи — Адлер. На обеих истоках также имеется несколько пешеходных мостов.
Общая водосборная площадь реки составляет — 103 км². Расход воды в летнее время составляет — 2,06 м³/с.

## Старинные фото реки Дагомыс

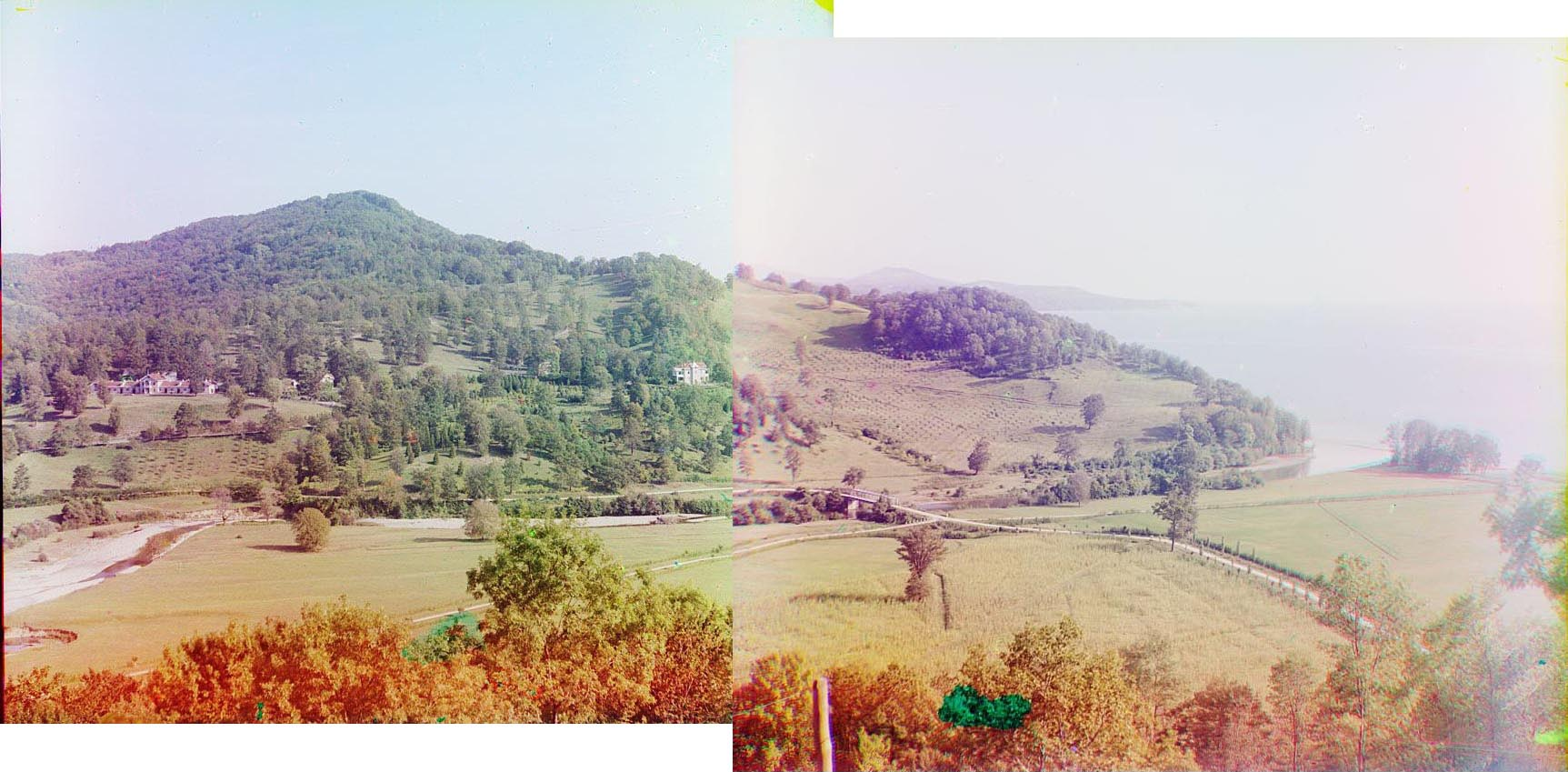
Дагомыс — панорама долины при впадении реки Дагомыс в море, составленная из двух старинных фото С. М. Прокудина-Горского, сделанных в период между 1905 и 1915 гг.

В начале XX века назад известный русский фотограф, один из изобретателей цветной фотографии С. М. Прокудин-Горский впервые сфотографировал долину реки Дагомыс. Фотографии датируются периодом между 1905 и 1915 годами. В настоящее время находятся в Библиотеке Конгресса США.

## Данные водного реестра
По данным государственного водного реестра России и геоинформационной системы водохозяйственного районирования территории РФ, подготовленной Федеральным агентством водных ресурсов:
- Бассейновый округ — Кубанский
- Речной бассейн — Реки бассейна Чёрного моря
- Водохозяйственный участок — Реки бассейна Чёрного моря от западной границы бассейна реки Шепси до реки Псоу
- Код водного объекта — 06030000312109100000639
- Код по гидрологической изученности (ГИ) — 109100063
- Номер тома по ГИ — 09
- Выпуск по ГИ — 1